# Buddleja diffusa
Buddleja diffusa là một loài thực vật có hoa trong họ Huyền sâm. Loài này được Ruiz & Pav. mô tả khoa học đầu tiên năm 1798.